# Бург, Альберт
Альберт Кунрадс Бург (нидерл. Albert Burgh; 1593 — 24 декабря 1647, Новгород) — голландский политик и дипломат, врач, бургомистр Амстердама, советник Адмиралтейства Амстердама.

## Биография
Бург родился в семье богатого пивовара. Он изучал медицину в Лейдене в 1614 году и стал врачом в 1618 году в Амстердаме. В том же году он стал членом городского совета как кальвинист. Через несколько лет он изменил свою позицию, заплатив штраф за знаменитого голландского поэта Вондела. Вондел попал в беду из-за своей пьесы, в которой он вспоминал об обезглавливании Йохана ван Олденбарневелта.
Примерно в 1624 году Бург стал одним из управляющих Голландской Вест-Индской компании и стал владельцем земли на территории нынешнего штата Нью-Джерси на берегу реки Делавэр. В 1632 году Альберт Бург продал свою землю колонии Ренсселарсвейк, главному инвестору Килиану ван Ренсселару.
В 1638 году, как один из четырёх бургомистров Амстердама, Альберт Бург предложил Мари Медичи еду с рисом, в те дни очень экзотическую и едва ли известную европейцам. Он продал ей знаменитый серебряный розарий, захваченный в 1629 году Питом Хайном в Бразилии. В 1644 году он стал управляющим Адмиралтейства Амстердама.
В течение своей жизни он дважды, в 1630—1631 и 1647 годах, посещал Русское царство, чтобы расширить торговые связи. Оба раза он въезжал в страну через Архангельск. По итогам первой поездки, в которой его сопровождал Ян ван Фелтдриль, он составил обстоятельное донесение. Бург умер в сочельник в Новгороде. Тело было возвращено в Амстердам. Дирк Тульп, сын знаменитого хирурга Николаса Тульпа, который сопровождал его в поездке в Россию, женился на его дочери. В 1652 году форт Кунрадсбург на Золотом Берегу был назван в его честь.

## Потомки
Один из внуков Альберта Бурга, также названный Альбертом Бургом, был францисканцем в Риме и спорил со своим бывшим учителем Барухом Спинозой в нескольких известных и любопытных письмах; другим внуком Альберта Бурга был мэр Амстердама Кунрад ван Бёнинген.

## Издания
- Донесения посланников республики Соединённых Нидерландов при русском дворе. Отчет Альберта Бурха и Иогана фан Фелдтриля о посольстве их в Россию в 1630 и 1631 гг. с приложением очерка сношений Московского государства с республикой Соединённых Нидерландов до 1631 г. — СПб., 1902.
- Альберт Кунратс Бурх. Донесение нидерландских послов Альберта Кунратса Бурха и Иоганна фон Фелтдриля о их посольстве в Россию в 1630 и 1631 годах // Иностранцы о древней Москве. Москва XV—XVII веков / Сост. М. М. Сухман. — М.: Столица, 1991. — С. 310—314. — ISBN 5-7055-1141-8.